# Tennessee
Tennessee (anglická výslovnost  [tɛnɨˈsiː]IPA, oficiálně State of Tennessee) je stát nacházející se na východě Spojených států amerických, v oblasti východních jižních států v jižním regionu USA. Tennessee hraničí na severu s Kentucky a Virginií, na východě se Severní Karolínou, na jihu s Georgií, Alabamou a Mississippi a na západě s Arkansasem a Missouri.
Se svou rozlohou 109 247 km² je Tennessee 36. největším státem USA, v počtu obyvatel (6,7 milionu) je 16. nejlidnatějším státem a s hodnotou hustoty zalidnění 62 obyvatel na km² je na 20. místě. Hlavním městem je Nashville s 640 tisíci obyvateli. Dalšími velkými městy jsou Memphis s 660 tisíci obyvateli, dále Knoxville (180 tisíc obyv.), Chattanooga (170 tisíc obyv.), Clarksville (150 tisíc obyv.) a Murfreesboro (120 tisíc obyv.). Nejvyšším bodem státu je vrchol Clingmans Dome s nadmořskou výškou 2025 m v pohoří Great Smoky Mountains. Největšími toky jsou řeky Mississippi, která tvoří hranici s Missouri a Arkansasem, dále Tennessee, Clinch, Holston a Cumberland.
První španělští průzkumníci dorazili do regionu ve druhé třetině 16. století. První britské osídlení v oblasti bylo založeno roku 1756 a území bylo tehdy součástí Severní Karolíny. V roce 1790 zde vzniklo Jihozápadní teritorium, které později převzalo jméno zdejšího čerokíjského města Tanasi. Tennessee se 1. června 1796 stalo 16. státem USA. Za americké občanské války bylo Tennessee v letech 1861–1865 součástí Konfederace, k Unii bylo opět připojeno roku 1866.

## Historie
Stát Tennessee byl připojen k USA v roce 1796 jako 16. stát. Dne 8. června 1861 vystoupil jako poslední stát z USA a přidal se ke členům Konfederace, kterým šlo o zachování otroctví. Po americké občanské válce a porážce Konfederace přijalo Tennessee 22. února 1865 novou ústavu vylučující otroctví. Do Unie bylo znovupřijato 24. července 1866 coby první stát bývalé Konfederace. Mnoho migrantů se sem dostalo během hospodářské krize díky politice prezidenta Roosevelta s názvem „New Deal“, kdy se zde stavělo mnoho přehradních nádrží a vodních děl, které přilákaly mnoho pracovníků. V moderní historii se stát stal centrem americké hudební kultury, ať už jde o rock and roll (Memphis) nebo country (Nashville). Zamířilo sem hodně umělců a entertainerů, kteří se proslavili po celém území USA.

## Symboly

### Vlajka
Tennesseeská vlajka je tvořena červeným listem o poměru stran 3:5 s úzkým modrým pruhem u vlajícího okraje který je od červeného pole oddělen bílým proužkem. Uprostřed červeného pole je umístěn emblém tvořený modrým, kruhovým polem s bílým lemem, obsahující tři bílé, pěticípé hvězdy.

## Geografie

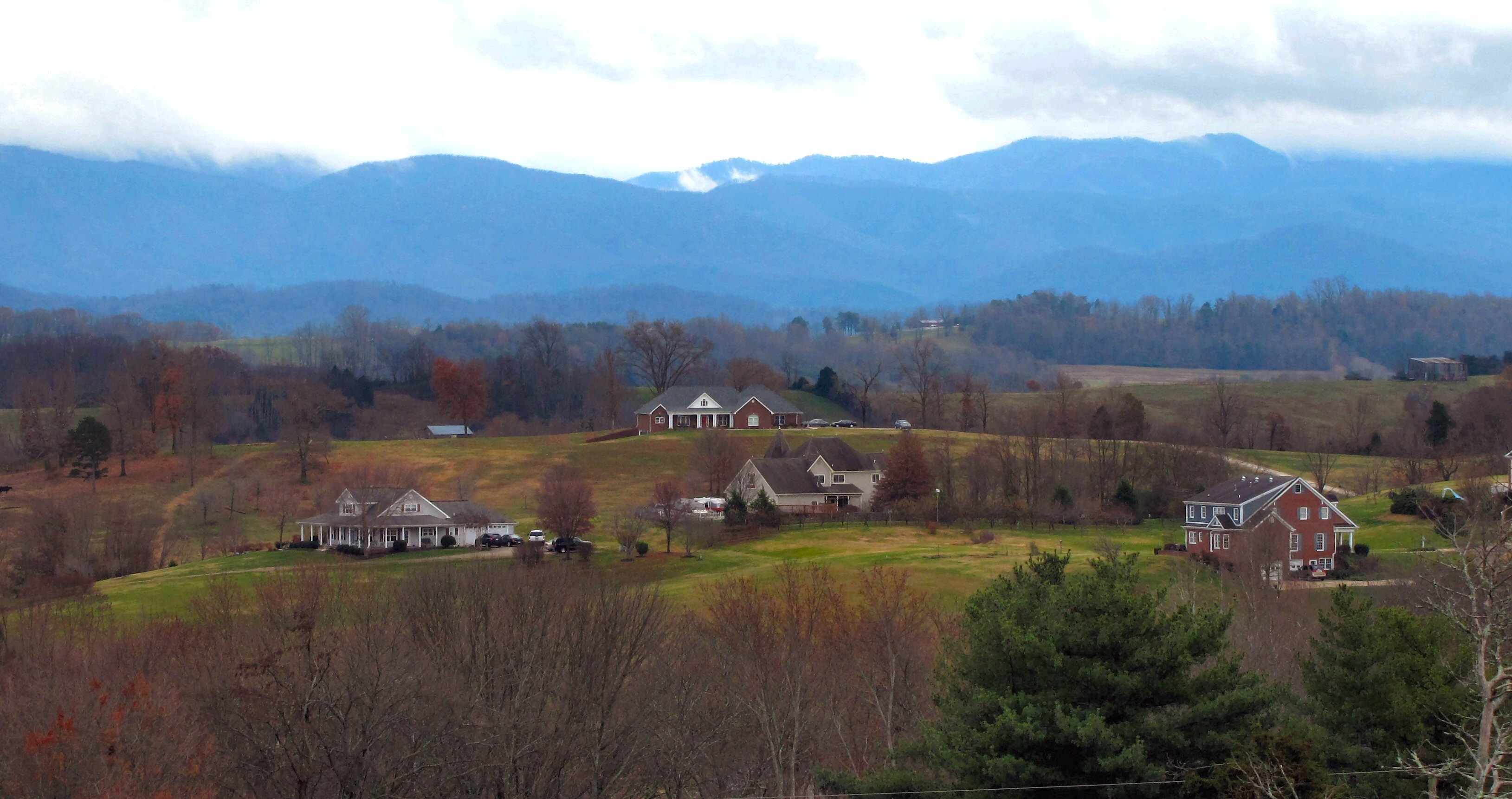
Appalačské pohoří ve státě Tennessee

Na severu hraničí Tennessee se státy Kentucky a Virginií, na východě se Severní Karolínou, na jihu s Georgií, Alabamou a Mississippi a na západě s Arkansasem a Missouri. Středem státu protéká řeka Tennessee.
Východní Tennessee: Oblast Blue Ridge leží na nejvýchodnějším okraji Tennessee a hraničí se Severní Karolínou. Tento region je charakteristický vysokými horami, které zahrnují Great Smoky Mountains, Chilhowee Mountain, Unicoi Range, Iron Mountains Range. Odhadovaná výška oblasti Blue Ridge je 5 000 stop (asi 1 500 m) nad úrovní moře. Clingman's Dome je umístěný v tomto regionu.
- Nejvyšší bod je 2025 m nad mořem
- Nejnižší bod je 54 m nad mořem
- Střední nadmořská výška je 270 m
- Šířka státu je 195 km
- Délka státu je 710 km

## Demografie
Podle sčítání lidu z roku 2010 zde žilo 6 346 105 obyvatel.
- Hlavní město je Nashville (569 891)
- Největší město je Memphis (650 100)
- Další významná města: Knoxville (173 890), Chattanooga (155 554), Clarksville (103 455)

### Rasové složení
- 77,6 % bílí Američané
- 16,7 % Afroameričané
- 0,3 % američtí indiáni
- 1,4 % asijští Američané
- 0,1 % pacifičtí ostrované
- 2,2 % jiná rasa
- 1,7 % dvě nebo více ras

Obyvatelé hispánského nebo latinskoamerického původu, bez ohledu na rasu, tvořili 4,6 % populace.

### Náboženství
- křesťané 82 %
  - protestanti 76 %
    - baptisté 39 %
    - metodisté 10 %
    - letniční 4 %
    - presbyteriáni 3 %
    - luteráni 2 %
    - ostatní protestanti 18 %

  - římští katolíci 6 %
- jiná náboženství 3 %
- bez vyznání 9 %

## Ekonomika
HDP státu Tennessee činí 115,2 miliardy dolarů. Roční příjem na obyvatele je 30 413 dolarů (to je 2 534 dolarů měsíčně).
- Hlavní zemědělské produkty jsou: obilí, kukuřice, ovoce, zelenina, drůbež, vejce.
- Hlavní průmyslová odvětví jsou: zpracování potravin, strojírenství, elektrotechnický průmysl, kovovýroba.

Světoznámým produktem je Tennessee whisky.

## Kultura

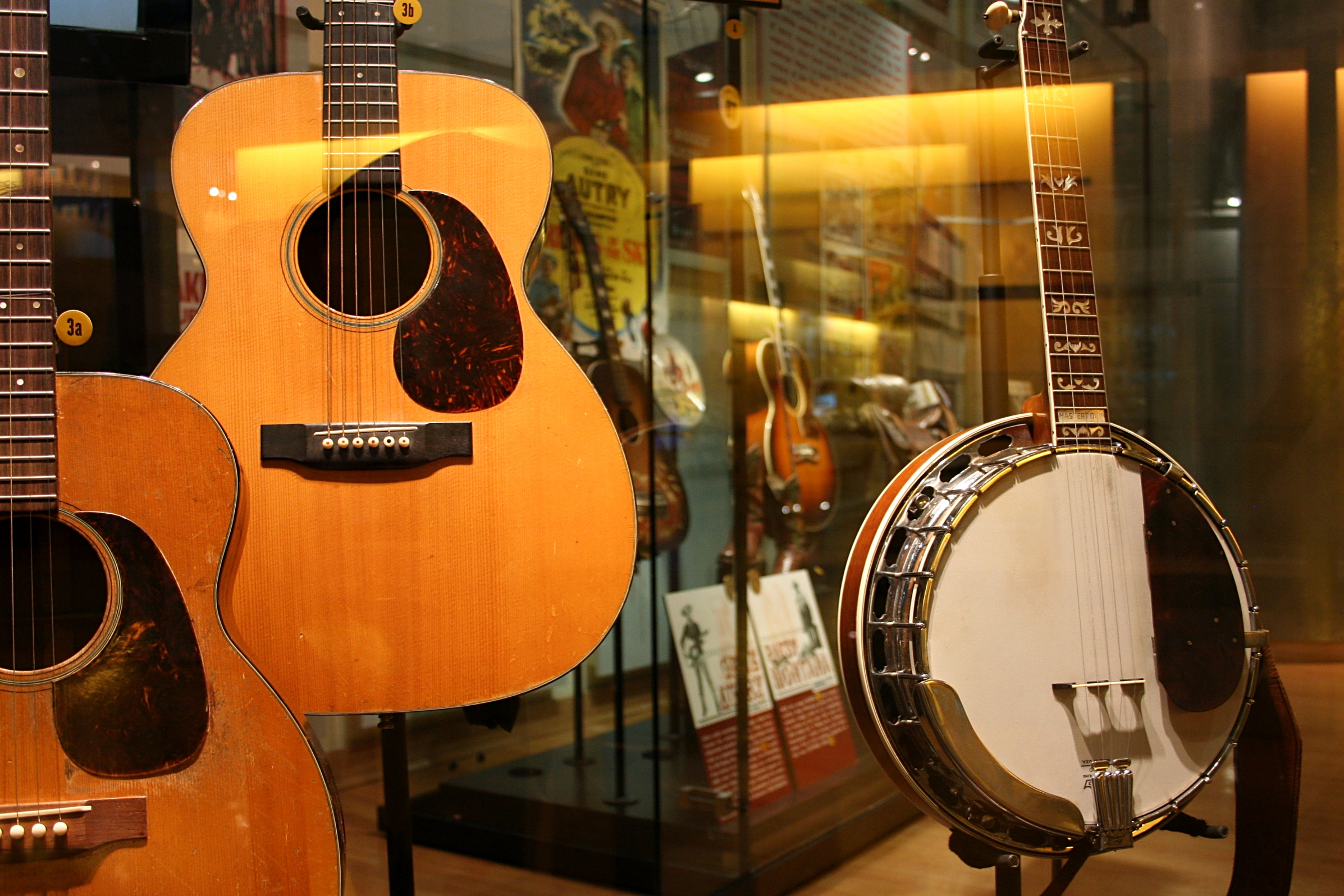
Museum of Country Music v Nashville

### Hudba
Snad žádné jiné město v USA se v oblasti hudby nemůže rovnat Nashvillu. Od 60. let je toto město nejvýznamnějším střediskem country hudby. O tom svědčí nejen mnoho nahrávacích studií, ale také řada hudebních festivalů. Největší z nich je CMA Music Festival, který se koná v červnu, trvá čtyři dny a pro fanoušky country je to výborná možnost, jak se dostat na koncert svého oblíbeného interpreta a případně si k němu zajít pro podpis. V září se zde každoročně koná předávání cen zpěvákům country – Country Music Association Awards, přenášené celostátní televizí. S hudbou se zde lze však potkat doslova na každém kroku, od velkého množství různých klubů až po amatérské hudebníky v ulicích města. Svůj domov tu měli ti nejvýznamnější hudebníci nejen z oblasti country, např. legendy americké hudby Johnny Cash, Waylon Jennings, Willie Nelson, Dolly Parton, Shania Twain nebo i Jimi Hendrix nebo rocker Jack White.

### Osobnosti z Tennessee
Někdejší viceprezident Clintonovy administrativy Al Gore se sice v Tennessee nenarodil (přišel na svět ve Washingtonu, D.C., kde byl jeho otec kongresmanem), jeho jméno je však s tímto státem neodmyslitelně spojeno. Za Tennessee byl v roce 1976 zvolen do Kongresu a v roce 1992 si jej Bill Clinton vybral jako svého viceprezidenta – tento krok byl poměrně netradiční, nebylo zvykem, aby si prezident vybral viceprezidenta ze sousedního státu (Clinton je z Arkansasu), který je navíc ještě mladší než on sám. V Memphisu se narodil známý americký herec, držitel několika významných ocenění Morgan Freeman, který v současné době žije ve státě Mississippi. Dalšími rodáky z Memphisu jsou např. zpěvák Justin Timberlake, herečka Kathy Batesová či zpěvačka Aretha Franklinová. V Nashville se v roce 1992 narodila zpěvačka Miley Cyrus.

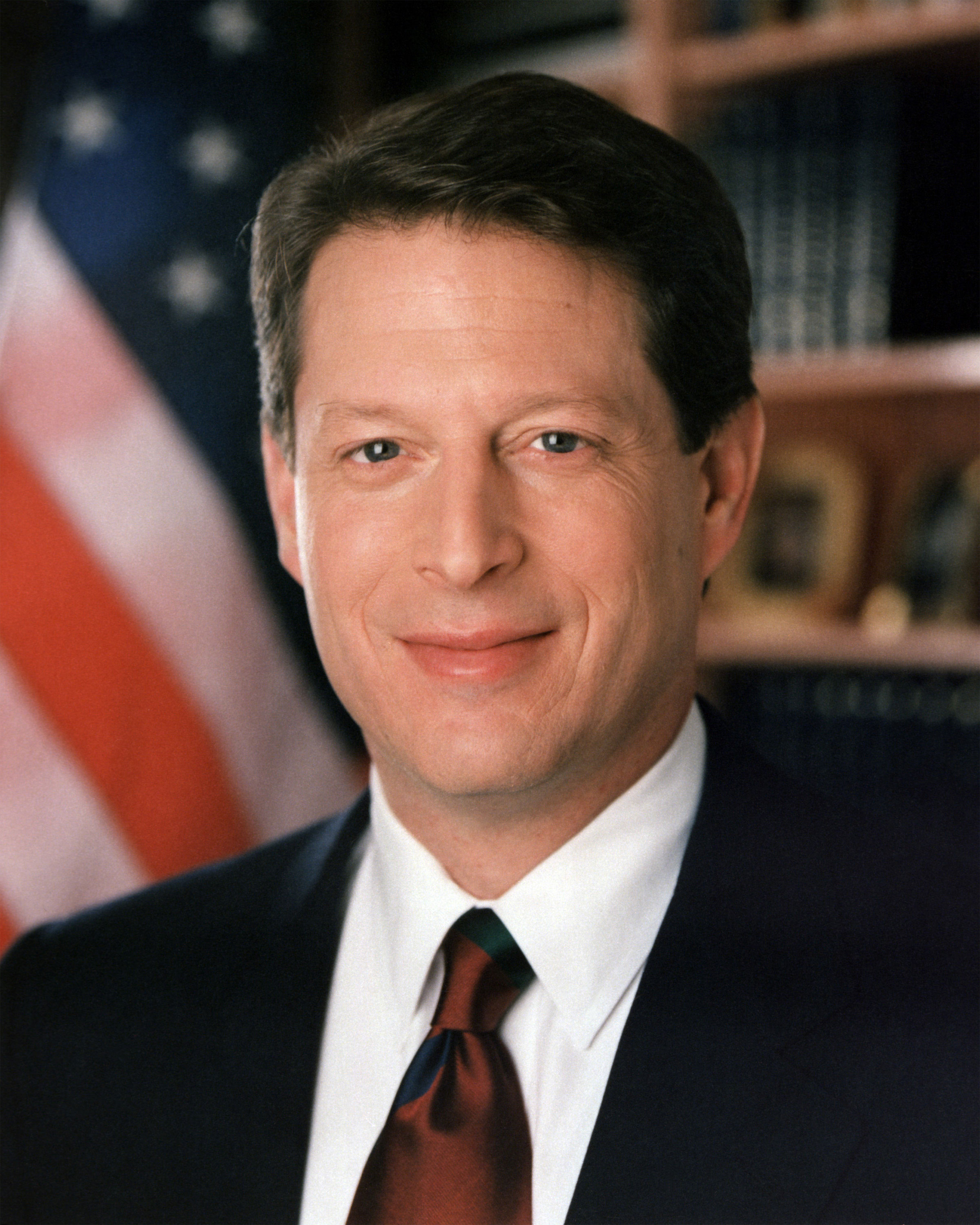
Al Gore, politik
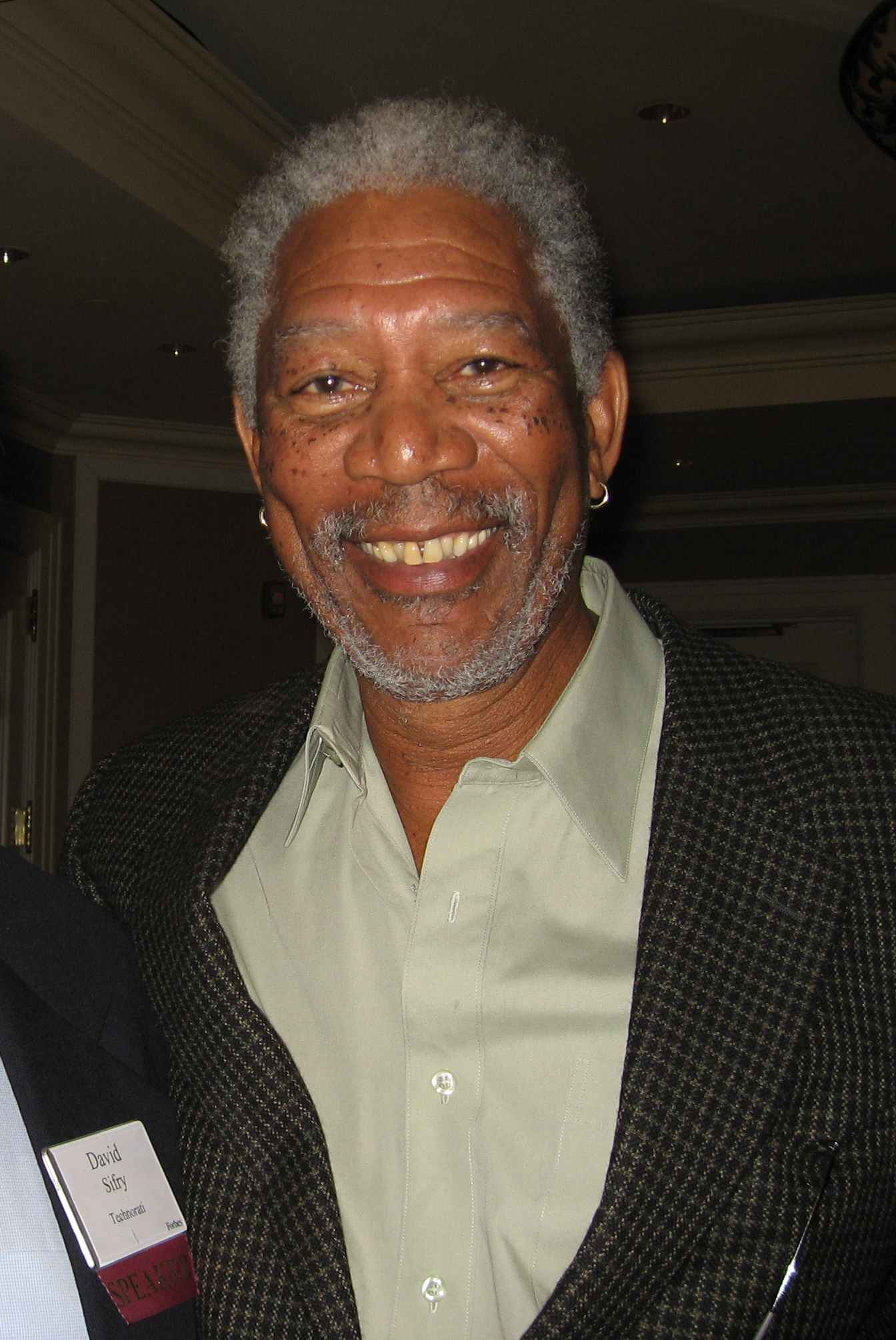
Morgan Freeman, herec